# William Oldroyd
William Oldroyd, né en 1979 à Londres (Royaume-Uni), est un réalisateur britannique.

## Filmographie

### Au cinéma
- 2011 : Christ's Dog (également producteur)
- 2013 : Best
- 2013 : In Mid Wickedness
- 2016 : The Young Lady
- 2023 : Eileen

## Récompenses et distinctions
- (en) William Oldroyd: Awards, sur l'Internet Movie Database